# 登峰街道 (大连市)
登峰街道，是中华人民共和国辽宁省大連市旅顺口区下辖的一个乡镇级行政单位。
光荣街道于2019年并入登峰街道。街道位于旅顺老城区，西倚203高地，东抵得胜街道东鸡冠山景区，南濒旅顺口，北邻水师营街道，面积约22.5平方公里，办事处设在和顺街32号。太阳沟地区位于登峰街道，70%以上为军产，2019年部分军产移交中国融通资产管理集团辽宁公司，2022年融通和旅顺口区人民政府签订合作协议，将其接收的军产托管旅顺口区人民政府开发。

## 行政区划
登峰街道下辖以下地区：
高升社区、和顺社区、元宝社区、向阳社区、新华社区、龙河社区和友谊社区。